# Il lotto alle otto
Il lotto alle otto è stata una trasmissione andata in onda su Rai 2 dal 30 marzo 1998 alle date finali del 2010. Basata sulle curiosità della smorfia e della cabala, era condotta da Massimo Giletti (sostituito dall'estate 1999 da Tiberio Timperi), con la partecipazione di Francesco Salvi, Flavia Vento alias "la dea bendata" e Stefania Orlando che faceva i collegamenti dalla sala "Giuseppe Gioacchino Belli" dei Monopoli di Stato di Roma per l'estrazione in diretta della ruota del lotto.

## Storia del programma
Alla trasmissione era abbinato un gioco da casa nel quale i telespettatori spedivano le ricevute del Lotto non vincenti compilate con dati anagrafici e la frase fortunata scritta, tutte raccolte in una grande urna a mescolamento ad aria compressa, con la quale il fortunato estratto vinceva 1.000.000 di lire che potevano raddoppiare nel caso in cui lo spettatore da casa avesse indovinato la frase fortunata.
Nel 2001 la trasmissione venne privata dell'aspetto intrattenitivo e rimase soltanto il collegamento con i Monopoli di Stato per l'estrazione in diretta della ruota di Roma, allora col metodo del bambino bendato, dell'urna d'oro e dei bussolotti, e la combinazione vincente del SuperEnalotto, sempre con la conduzione di Stefania Orlando, alla quale subentra nel biennio 2003-2004 Sabina Stilo. Nel 2005 e fino al 2007, le estrazioni del lotto venivano condotte da Alessandra Canale dopo una rivoluzione del gioco del Lotto con l'introduzione della ruota nazionale ad estrazione automatica tramite macchine a mescolamento pneumatico.
Improvvisamente, il programma venne cancellato dai palinsesti fino al 2009 e solo dall'8 febbraio 2010 ritornò con l'ultima edizione condotta da Tiberio Timperi, con la partecipazione di Rasa Kulyte alias la "dea della fortuna", che prendeva il posto di Flavia Vento, di Jasmine Gigli e di Stefania Orlando, in collegamento dalla sala dei Monopoli di Stato per seguire in diretta l'estrazione delle ruote di Roma, Milano e Napoli. Il programma andò inizialmente in onda ogni giorno dal lunedì al sabato e poi, dal 1º marzo 2010, solo nei giorni di estrazione e cioè il martedì, il giovedì ed il sabato; venne poi chiuso lasciando posto a cartoni animati, telefilm o eventi sportivi.
La sigla del programma televisivo era "I Love Lucy", versione strumentale ri-arrangiata delle serie televisive Lucy ed io, The Lucy-Desi Comedy Hour, Lucy Show e Here's Lucy; il sottofondo musicale, con la voce fuoricampo maschile, era il brano "Message" degli Space Kids, e tale rimase anche nella trasmissione Estrazioni del lotto, il suo spin-off.

## I giochi all'interno della trasmissione
Alla trasmissione erano abbinati cinque giochi:
- La macchina della fortuna
- La fortuna fa 90!
- Lotto3
- Moltiplica3
- Pari, dispari o decina

### La macchina della fortuna
In questo gioco partecipavano tutti i possessori di uno scontrino del Lotto3 o del Lotto tra i quali uno veniva invitato in trasmissione nei giorni di estrazione e due negli altri giorni della settimana.
In studio, dentro una grande urna, c'erano dei tagliandi colorati (di bianco, verde o rosso) rappresentanti domande di cultura generale, attualità o su una curiosità legata al Lotto.
In base al colore del bollino pescato veniva rivolta al concorrente una domanda facile in caso di bollino bianco, di media difficoltà in caso di bollino verde e difficile in caso di bollino rosso. Se il concorrente avesse risposto esattamente avrebbe potuto vincere da 500 a 1.500 €; inoltre, se avesse estratto un bollino colorato con la cornucopia, avrebbe direttamente vinto il premio corrispondente senza rispondere al quesito.
In caso di risposta errata, il giocatore vinceva un premio di consolazione di 250 € se estratto con una giocata del Lotto3 e di 100 € se estratto con una giocata del Lotto o del 10eLotto.
| Domanda           | Premio in € |
| ----------------- | ----------- |
| Bianca (facile)   | 500         |
| Cornucopia Bianca | 500         |
| Verde (media)     | 1.000       |
| Cornucopia Verde  | 1.000       |
| Rossa (difficile) | 1.500       |
| Cornucopia Rossa  | 1.500       |

Dal 1º aprile 2010 l'estrazione del colore della domanda venne sorteggiata da un'urna trasparente contenente 94 sfere rosse tutte uguali nelle quali c'erano 47 sfere bianche, 28 verdi, 19 rosse, 3 con la cornucopia bianca, 2 con la cornucopia verde e una con la cornucopia rossa.

### La fortuna fa 90!
In questo gioco il concorrente, nei giorni di estrazione, o i due aspiranti contendenti, negli altri giorni della settimana, sceglievano in studio tra 90 ragazzi che avevano con sé palline numerate dall'1 al 90.
Il giocatore doveva scegliere uno dei 90 ragazzi con l'obiettivo di fare 90 punti al primo tentativo oppure con più tentativi attraverso la somma dei numeri trovati nelle palline tenute dai ragazzi, eliminati di volta in volta dopo la chiamata.
In caso di sballo, ossia di punteggio superiore a 90, il giocatore non vinceva nulla ed aveva diritto ad un premio di consolazione di 250 €, se estratto con uno scontrino del Lotto3, oppure di 100 €, in caso di estrazione con uno scontrino del Lotto o del 10eLotto.
Il premio massimo in questo gioco era di 10.000 €; se il concorrente avesse deciso di fermarsi con un punteggio inferiore a 90, il risultato conseguito veniva moltiplicato per 10 e corrispondeva alla vincita, ad esempio 500 € per 50 punti.
| Punteggio realizzato       | Premio in € |
| -------------------------- | ----------- |
| 90 al primo colpo          | 10.000      |
| 90 con due o più tentativi | 5.000       |

### Lotto3
Lotto3 era una modalità opzionale abbinata alla giocata del Lotto o del 10eLotto: aggiungendo 1 € in più, il terminale avrebbe estratto tre numeri casuali indicati sulla ricevuta e la vincita era determinata dai numeri estratti sulla Ruota Nazionale.
Chi indovinava tutti e tre i numeri avrebbe vinto 1.000 €, 20 € per 2 numeri e 2 € per un numero solo.

### Moltiplica3
Il Moltiplica3 era la modalità di gioco nel quale partecipavano esclusivamente i giocatori del Lotto3, le cui giocate erano relative al concorso precedente, che s'erano prenotati telefonicamente alla trasmissione dalle 19:45 fino allo stop.
In questo gioco il concorrente in studio avrebbe vinto 1.000 € se sul suo scontrino giocato al Lotto3 non avesse indovinato alcun numero corrispondente ad un altro sulla Ruota Nazionale o ad uno dei 5 numeri estratti ad hoc nella trasmissione; oppure avrebbe vinto 2.500 € se il suo scontrino fosse risultato vincente in ricevitoria o se almeno uno dei tre numeri fosse stato corrispondente ad un numero dei 5 estratti ad hoc.
In seguito, il concorrente aveva la possibilità di moltiplicare l'importo base di 1.000 o 2.500 € scegliendo da un'urna in studio un tagliando colorato che, in base al colore ed anche alla presenza della cornucopia, avrebbe potuto far lievitare la vincita fino a 40 volte la posta.
| Colore            | Moltiplicatore | Premio in €      |
| ----------------- | -------------- | ---------------- |
| Bianco            | x1             | 1.000 o 2.500    |
| Verde             | x2             | 2.000 o 5.000    |
| Rosso             | x4             | 4.000 o 10.000   |
| Cornucopia Bianca | x10            | 10.000 o 25.000  |
| Cornucopia Verde  | x20            | 20.000 o 50.000  |
| Cornucopia Rossa  | x40            | 40.000 o 100.000 |

### Pari, dispari o decina
In questo gioco il concorrente doveva indovinare se il numero estratto sarebbe stato pari o dispari oppure la decina in cui il numero sarebbe stato compreso; il tutto era deciso da un primo giro di ruota che determinava cosa avrebbe dovuto indovinare il concorrente tra le due opzioni e poi da un secondo giro che determinava il numero estratto.
Se il concorrente avesse indovinato la decina avrebbe vinto 1.000 € in gettoni d'oro, 500 € se avesse indovinato l'essere pari o dispari del numero.

## Curiosità
Alcune immagini del programma apparvero nel film Il grande botto, incentrato su un gruppo di amici che hanno giocato e vinto al SuperEnalotto.

## Ascolti TV
La puntata che è stata mandata in onda nella giornata di sabato 24 ottobre 1998 alle ore 20:00 ha avuto un ascolto pari a 5.321.000 telespettatori ed uno share del 22,82%.